# Capella Rorantistarum
Der Capella Rorantistarum (polnisch Kapela Rorantystów) war ein polnischer Kammerchor, der 1540/1543 von dem polnischen König und Großfürsten von Litauen Sigismund der Alte in Krakau an der Wawel-Kathedrale gegründet wurde. Erster Leiter wurde Nikolaus aus Posen. Als Sitz wurde den Chormitgliedern das Domhaus auf dem Wawel zugewiesen. Sie traten ab 1543 vor allem in der Sigismundkapelle der Wawel-Kathedrale auf. Hierbei sangen sie täglich die Messen. Zu ihrem Repertoire gehörten Werke von Giovanni Pierluigi da Palestrina, Orlando di Lasso, Pierre Certon, Claude Goudimel sowie polnischer Komponisten. Im 17. Jahrhundert bekam die Capella Rorantistarum Konkurrenz durch den Domchor, der den barocken Geschmack besser traf. Gleichwohl wurde sie bis 1794 von der polnischen Krone weiter finanziert. Als die Finanzierung ausblieb, wurde der Chor Ende des 18. Jahrhunderts aufgelöst. 